# Michele Bianchi
Michele Bianchi (Belmonte Calabro, 22 luglio 1883 – Roma, 3 febbraio 1930) è stato un politico, sindacalista e giornalista italiano. È stato il primo segretario del Partito Nazionale Fascista, dall'11 novembre 1921 al 4 novembre 1922.

## Biografia

### La gioventù socialista
Bianchi, dopo aver frequentato il ginnasio a San Demetrio Corone e il liceo a Cosenza, si iscrisse alla Facoltà di Giurisprudenza a Roma, dedicandosi al giornalismo ancor prima di concludere gli studi. Assunto nel 1903 come redattore dall'Avanti!, aderì al Partito Socialista Italiano (PSI), di cui fu dirigente nella Capitale, e nel 1904 prese parte al congresso del partito tenutosi a Bologna, in cui appoggiò la corrente guidata da Arturo Labriola.
Nel 1905 si dimise dall'Avanti! ed assunse, dal 1º luglio e per qualche mese, la direzione di Gioventù socialista, organo della Federazione dei giovani socialisti. Dalle colonne della sua nuova testata lanciò una campagna antimilitarista che lo costrinse prima al carcere e poi al trasferimento forzato a Genova.

### Sindacalista
Aveva aderito già nel 1904 al sindacalismo rivoluzionario, divenendo segretario delle Camere del Lavoro rivoluzionarie di Genova e Savona, quindi direttore di Lotta socialista (1905-1906).
Nel 1906, in appoggio ad alcune sollevazioni operaie, espresse al PSI la sua linea neutralista, che non fu accolta positivamente in maniera unanime. Trasferitosi a Savona, ebbe una parte di rilievo nelle vicende che condussero alla scissione dei sindacalisti dal Partito Socialista, avvenuta prima al congresso giovanile socialista di Bologna nell'aprile del 1907, e poi al primo congresso sindacalista tenuto a Ferrara nel luglio dello stesso anno.
Dopo vari arresti e viaggi in giro per l'Italia, nel maggio del 1910 divenne direttore del giornale La Scintilla in cui lanciò l'idea, poi non accolta, di una lista unica di socialisti e sindacalisti rivoluzionari in vista delle imminenti elezioni amministrative. Messo in minoranza per "aver tradito la spontanea genuinità del sindacato", decise, dato l'aumento del numero dei lettori, di trasformare La Scintilla da settimanale in quotidiano, da cui diresse alcune rivolte proletarie scoppiate nel 1911.
Le difficoltà economiche gli imposero la soppressione del giornale, non prima però di essere nuovamente arrestato a Trieste per un articolo in cui attaccava Giovanni Giolitti e la guerra italo-turca da lui voluta. Tornato a Ferrara grazie ad un'amnistia, fondò e diresse il giornale La Battaglia, creato appositamente in vista delle elezioni politiche del 1913, alle quali si candidò senza successo.
In quel tempo si spostò a Milano, dove divenne nel 1913 uno dei maggiori esponenti della locale Unione Sindacale Italiana (USI), guidata in città da Filippo Corridoni. Massone, Bianchi fu membro della Gran Loggia di Piazza del Gesù.

### Interventista
Esattamente come Benito Mussolini, Bianchi si schierò nel 1914 su posizioni interventiste e partecipò alla scissione dell'USI del settembre 1914, con Alceste de Ambris, Edmondo Rossoni e Filippo Corridoni, da cui nacque il Fascio d'azione rivoluzionaria di cui fu segretario politico. Nel 1915 partecipò da volontario alla prima guerra mondiale, diventando sottufficiale prima di fanteria e poi di artiglieria.
Conclusosi il conflitto bellico, divenne redattore capo del giornale Il Popolo d'Italia; fu sansepolcrista della prima ora (uno dei sansepolcristi facenti parte della Massoneria) e partecipò alla fondazione prima dei Fasci italiani di combattimento, di cui fu primo segretario della giunta esecutiva, e poi nel novembre 1921 del Partito Nazionale Fascista (PNF), di cui venne eletto primo segretario nazionale.

### Quadrumviro

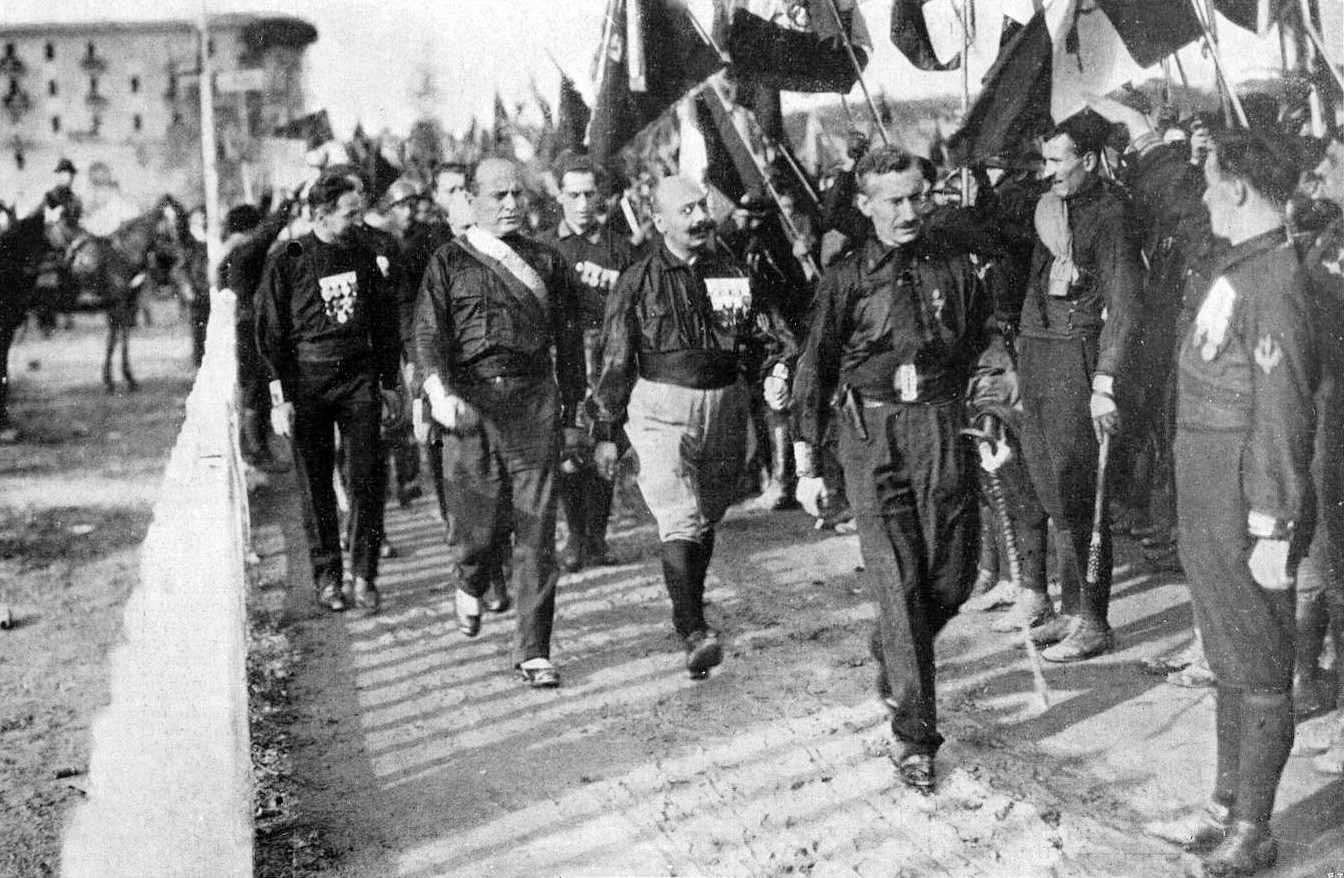
Michele Bianchi sfila a Napoli il 24 ottobre 1922 davanti a Cesare Maria De Vecchi e Benito Mussolini

Dopo aver portato al fallimento lo sciopero legalitario, portato avanti dal partito socialista in ottica antifascista, nell'ottobre del 1922 partecipò come quadrumviro alla Marcia su Roma che portò alla nomina di Benito Mussolini alla carica di Presidente del Consiglio dei ministri.

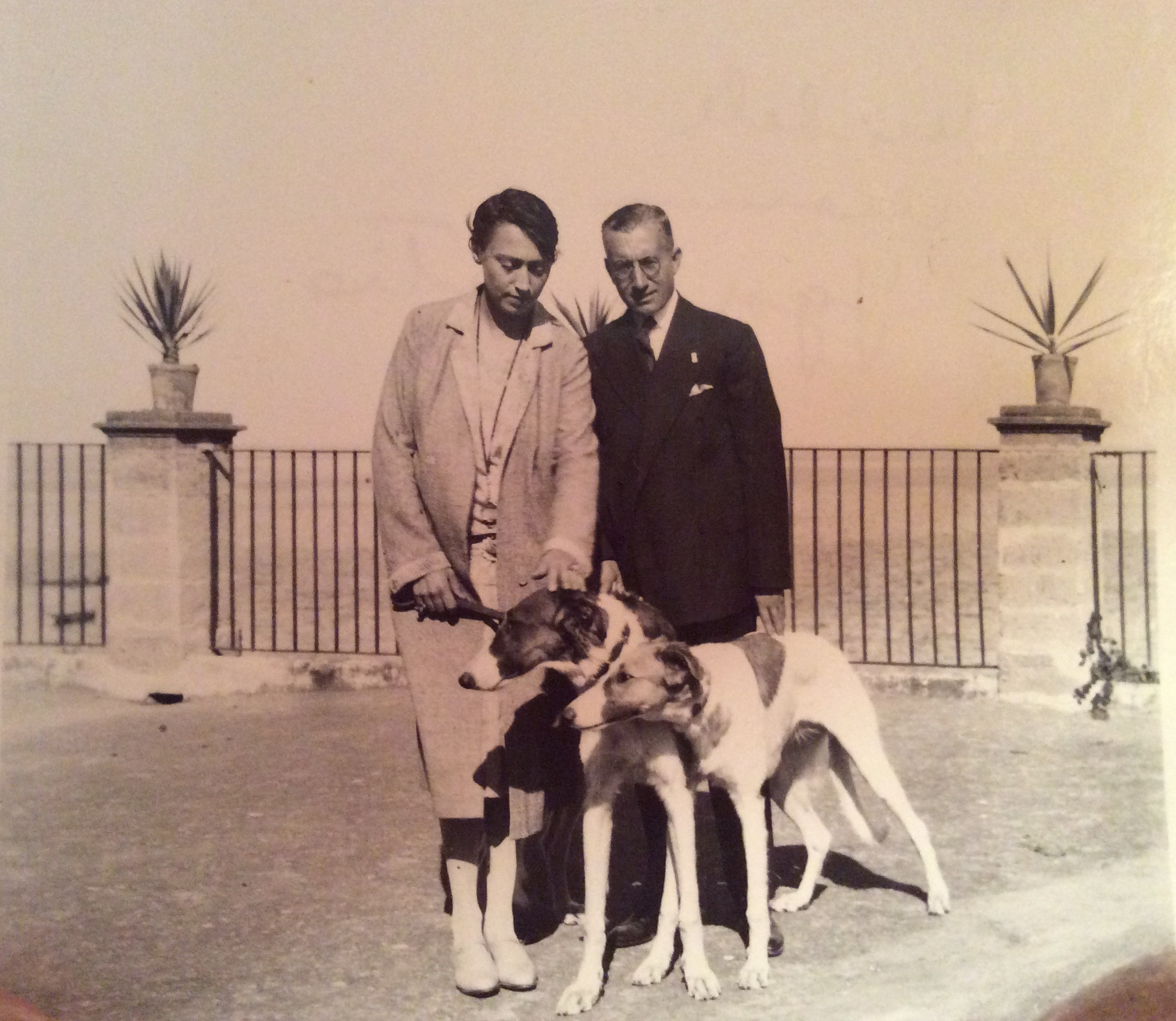
Michele Bianchi con la marchesa Maria Elia De Seta.

Il 4 novembre dello stesso anno Bianchi assunse la carica di segretario generale al Ministero dell'interno nel neonato governo guidato dal futuro Duce e per questa ragione, si dimise da segretario del partito. Dopo essersi dimesso, Bianchi restò membro del Gran consiglio del fascismo e nel maggio 1924 fu eletto deputato alla Camera nella Lista Nazionale nella circoscrizione calabra. Il 14 maggio si era dimesso dall'incarico di segretario generale agli Interni per incompatibilità.

### Sottosegretario e ministro
Il 31 ottobre 1925 divenne sottosegretario ai lavori pubblici e nel marzo 1928 fu nominato sottosegretario al Ministero dell'Interno. Il 12 settembre 1929 venne nominato Ministro dei lavori pubblici, incarico che resse fino alla morte nel marzo 1930.
Ai lavori pubblici Bianchi promosse la realizzazione di alcune opere pubbliche in Calabria, in particolare nella sua provincia di Cosenza. È di quel periodo la fondazione del centro invernale di Camigliatello Silano, un tempo chiamato appunto Camigliatello Bianchi, così come pure alcune opere pubbliche realizzate nella città di Cosenza sotto la gestione del podestà Tommaso Arnoni (1925-1934). In Calabria divenne anche l'amante della marchesa Maria Elia De Seta, a cui diede un prezioso aiuto nell'organizzazione di eventi mondani, sociali e culturali.
Era stato rieletto deputato nel 1929, ma le sue precarie condizioni di salute, fiaccate dalla tubercolosi, subirono un peggioramento tanto da portarlo alla morte a soli 47 anni.

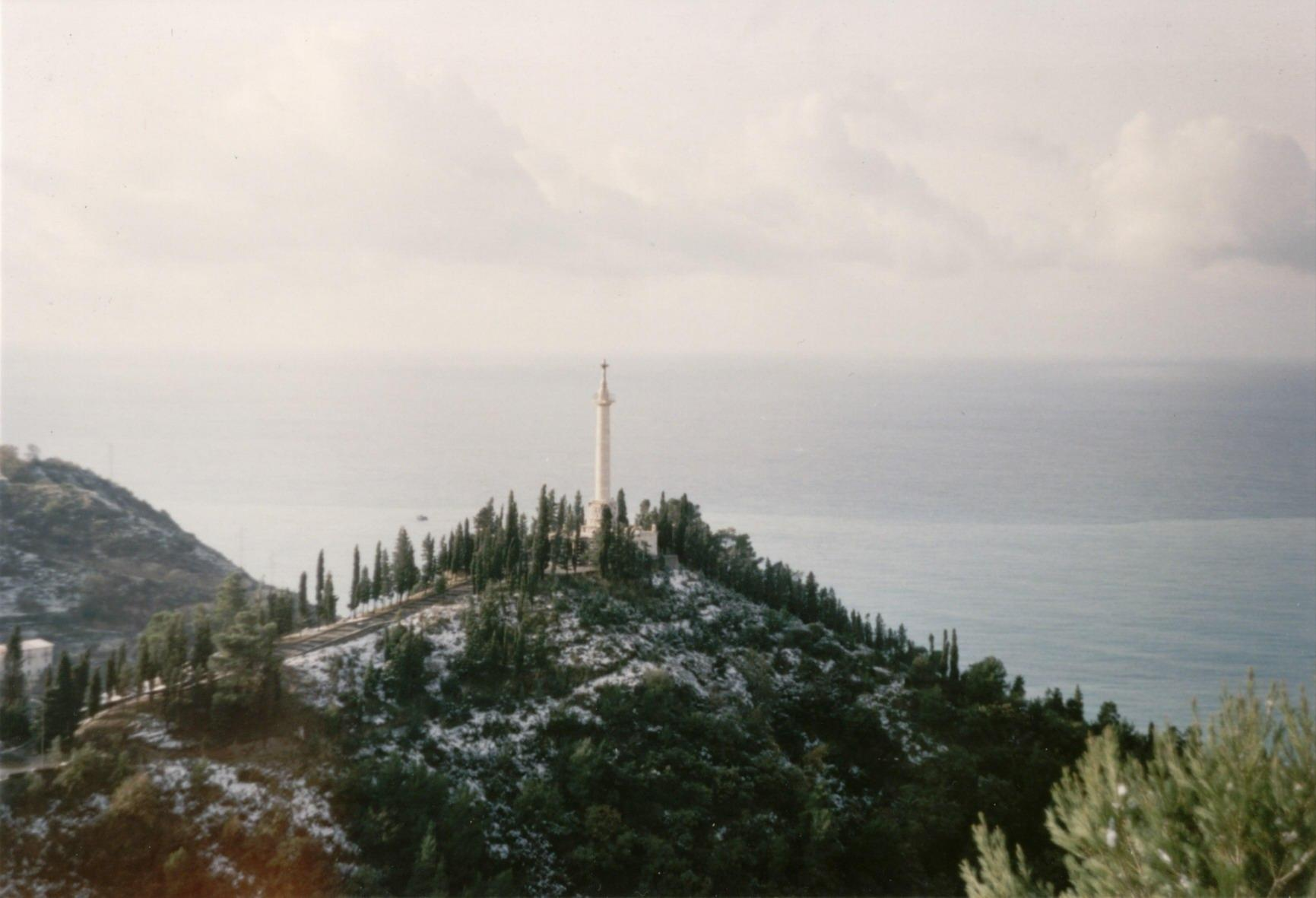
Belmonte Calabro: il monumento a Michele Bianchi.

### Dopo la morte
Nel 1932 venne sepolto nel monumento funebre edificato in suo onore sulla collina di Bastia davanti al suo paese natale, Belmonte Calabro.

## Onorificenze
- Nel 1932 venne sepolto nel monumento funebre edificato in suo onore sulla collina di Bastia davanti al suo paese natale, Belmonte Calabro.
- A Mantova fu intitolato a Michele Bianchi il palazzo della Camera di Commercio (oggi MaMu, "Mantova Multicentre") in largo Pradella, edificato alla fine degli anni trenta ed inaugurato nel 1941.[9]
- A Roma gli venne dedicato un tratto del viale del Policlinico, strada che dopo la caduta del fascismo acquistò nuovamente il suo vecchio nome.[10]
- A Reggio Calabria gli fu intitolato lo stadio comunale divenuto negli anni Oreste Granillo.
- Il suo nome venne dato ad un sommergibile classe Marconi della Regia Marina, in servizio dal 1940 ed affondato nel 1941.
- A Cosenza, nonostante l'intitolazione fosse stata già approvata nel 1993 su proposta dell'allora consigliere comunale Sergio Nucci, nel 2009 gli è stata ufficialmente intitolata la piazza antistante l'acquedotto del Merone, opera finanziata dallo stesso Bianchi quando era Ministro dei lavori pubblici e ultimata grazie a Tommaso Arnoni nel 1932.